# Rắn ráo trâu
Rắn ráo trâu hay rắn long thừa, rắn hổ hèo, rắn hổ dện (vện), rắn hổ trâu (danh pháp hai phần: Ptyas mucosa) là một loài rắn thuộc họ Rắn nước. Tổng chiều dài điển hình của cá thể trưởng thành khoảng 1,5 đến 1,95 m (4 ft 11 in đến 6 ft 5 in) dù mẫu vật có chiều dài vượt 2 m (6 ft 7 in) không phổ biến lắm. Chiều dài kỷ lục của loài này đã được ghi nhận là 3,7 m (12 ft 2 in), chỉ xếp thứ nhì sau một loài cùng chi Ptyas carinata trong số các loài rắn nước được biết đến. Dù có kích thước lớn, rắn ráo trâu thường có thân khá mảnh với mẫu vật dài 2 m (6 ft 7 in) thường có đường kính chỉ 4 đến 6 cm (1,6 đến 2,4 in). Cân nặng trung bình của cá thể bắt được ở Java khoảng 877 đến 940 g (1,933 đến 2,072 lb), dù cá thể đực lớn hơn dài trên 2,3 m (7 ft 7 in) (cá thể lớn hơn trung bình một chút trong số hai giới trong loài) có thể dễ dàng vượt quá 2,5 kg (5,5 lb). Màu sắc của chúng thay đổi từ nâu nhạt ở các vùng khô hạn đến gần đen ở các vùng rừng ẩm. Rắn ráo trâu là sinh vật ban ngày, vừa sinh sống trên cây lẫn dưới đất, di chuyển nhanh. Chúng ăn nhiều loại con mồi như ếch, thằn lằn, các loài gặm nhấm,… Loài rắn này không có độc, và đồng thời cũng không có hành vi siết chặt con mồi mà thay vào đó là cắn, giữ, đè nén rồi dần nuốt chửng. Loài này được tìm thấy ở các khu vực đô thị nơi loài gặm nhấm phát triển mạnh.

## Đặc điểm
Loài rắn này có thể dài tới 2 m. Màu của nó biến thiên từ nâu nhạt ở những vùng khô tới gần như đen ở những khu rừng ẩm ướt. Nói chung nó hay được tìm thấy ở khu vực ven đô thị, nơi số lượng các loài gặm nhấm khá phong phú. Nó hoạt động về ban ngày, không độc và di chuyển nhanh.

## Phân bố
Loài này phân bố ở Afghanistan, Bangladesh, Campuchia, Trung Quốc (Chiết Giang, Hồ Bắc, Giang Tây, Phúc Kiến, Quảng Đông, Hải Nam, Quảng Tây, Vân Nam, Tây Tạng, Hồng Kông), Ấn Độ, Sri Lanka, Indonesia (Sumatra, Java), Iran, Lào, Tây Malaysia, Nepal, Myanma, Pakistan (khu vực Sindh), Đài Loan, Thái Lan, Turkmenistan, Việt Nam.

## Thiên địch
Rắn ráo trâu trưởng thành không có thiên địch tự nhiên nào ngoài loài rắn hổ mang chúa có phạm vi phân bố chồng lấn với chúng. Rắn ráo trâu non bị săn bắt bởi chim săn mồi, các loài bò sát lớn hơn và động vật có vú cỡ trung bình. Chúng cảnh giác, phản ứng nhanh và di chuyển nhanh.
Loài này và các loài trong chi bị con người săn lùng ráo riết ở một số khu vực thuộc phạm vi của chúng để lấy da và thịt. Có các quy định về săn bắt và buôn bán tồn tại ở Trung Quốc và Indonesia, nhưng những quy định này thường bị làm ngơ.

## Danh pháp đồng nghĩa

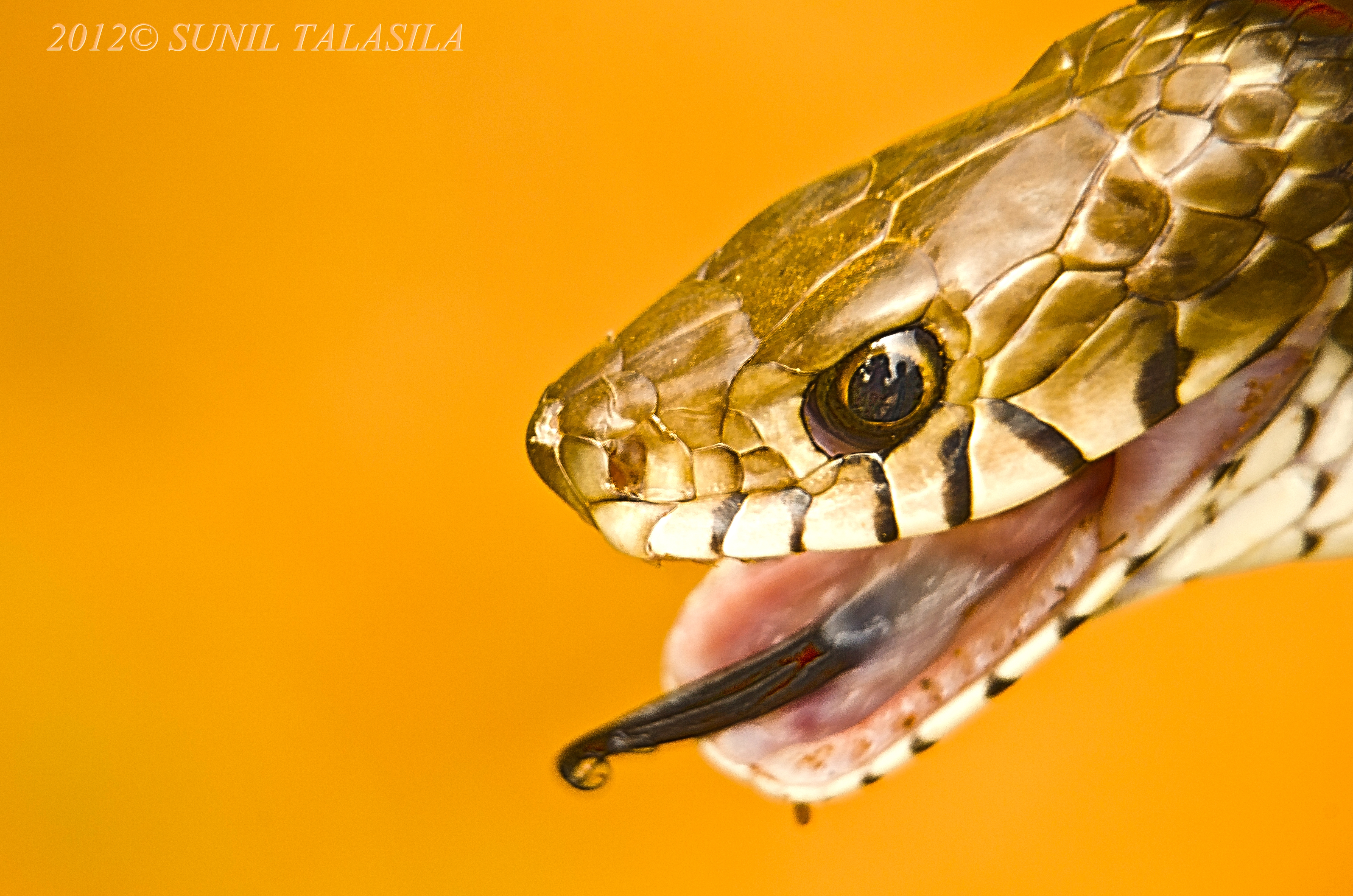

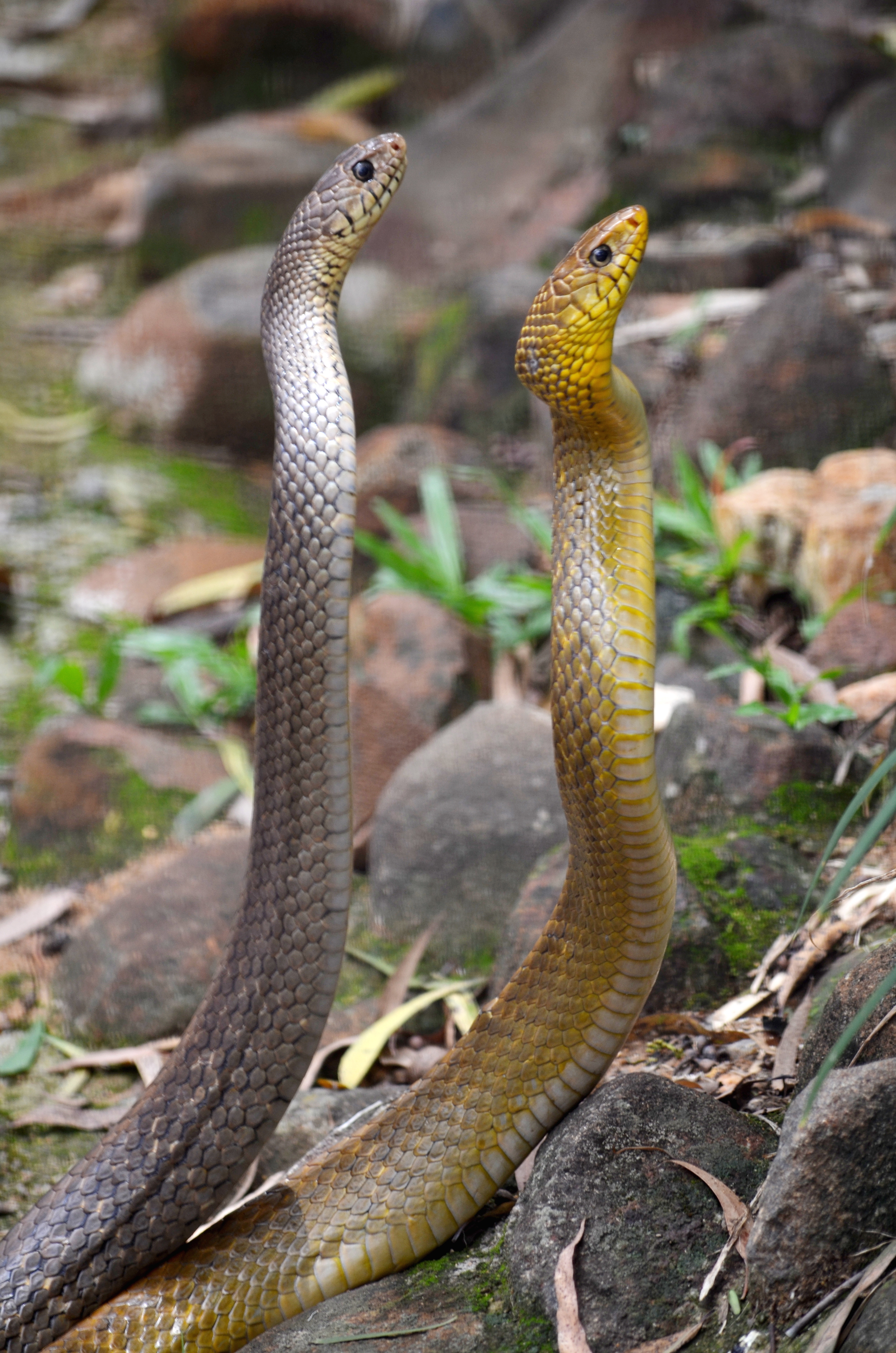

- Coluber blumenbachii - Merrem, 1820
- Coluber dhumna - Cantor, 1839
- Coluber mucosus — Lazell, 1998
- Coryphodon blumenbachii - Duméril & Bibron, 1854
- Leptophis trifrenatus - Hallowell, 1861
- Natrix mucosa — Laurenti, 1768
- Ptyas blumenbachii — Fitzinger, 1843
- Ptyas mucosa — David & Das, 2004
- Ptyas mucosus — Sharma, 2004
- Ptyas mucosus — Cox et al., 1998
- Ptyas mucosus — Günther, 1864
- Ptyas mucosus — Manthey & Grossmann, 1997
- Ptyas mucosus — Pinou & Dowling, 2000
- Ptyas mucosus — Smith, 1943
- Ptyas mucosus — Stejneger, 1907
- Ptyas mucosus maximus Deraniyagala, 1955
- Zamenis mucosus - Boulenger, 1890
- Zamenis mucosus — Boulenger, 1893
- Zaocys mucosus — Wall, 1921

## Hình ảnh

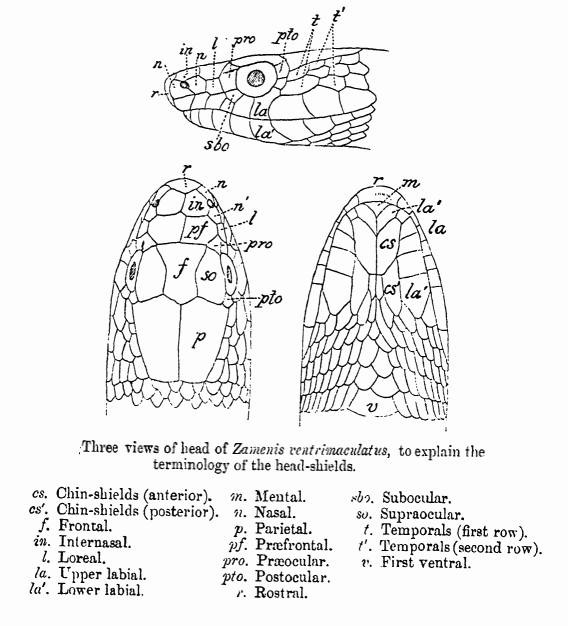
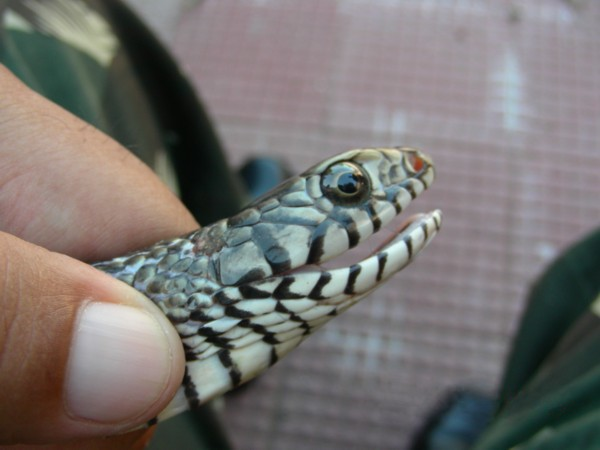
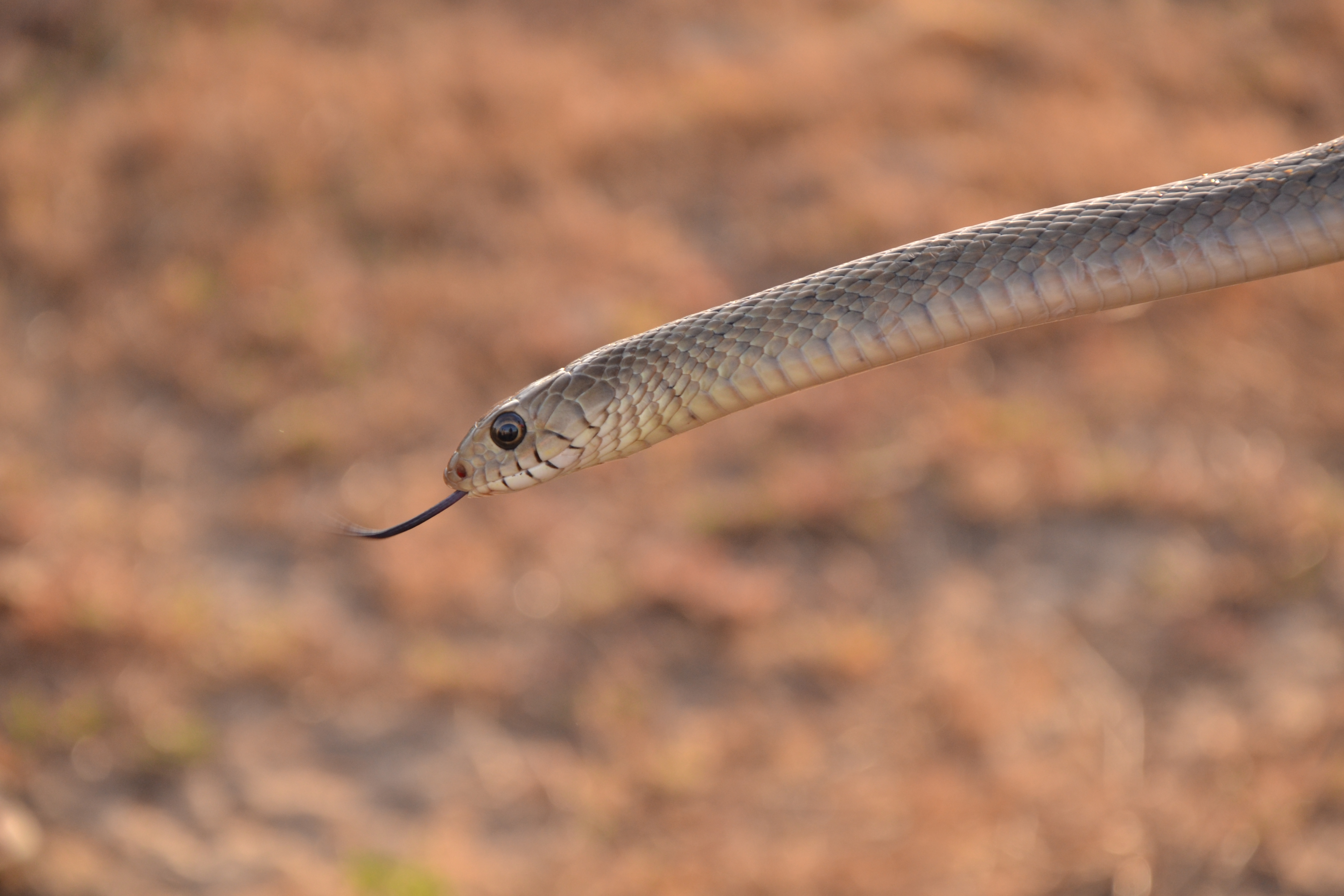
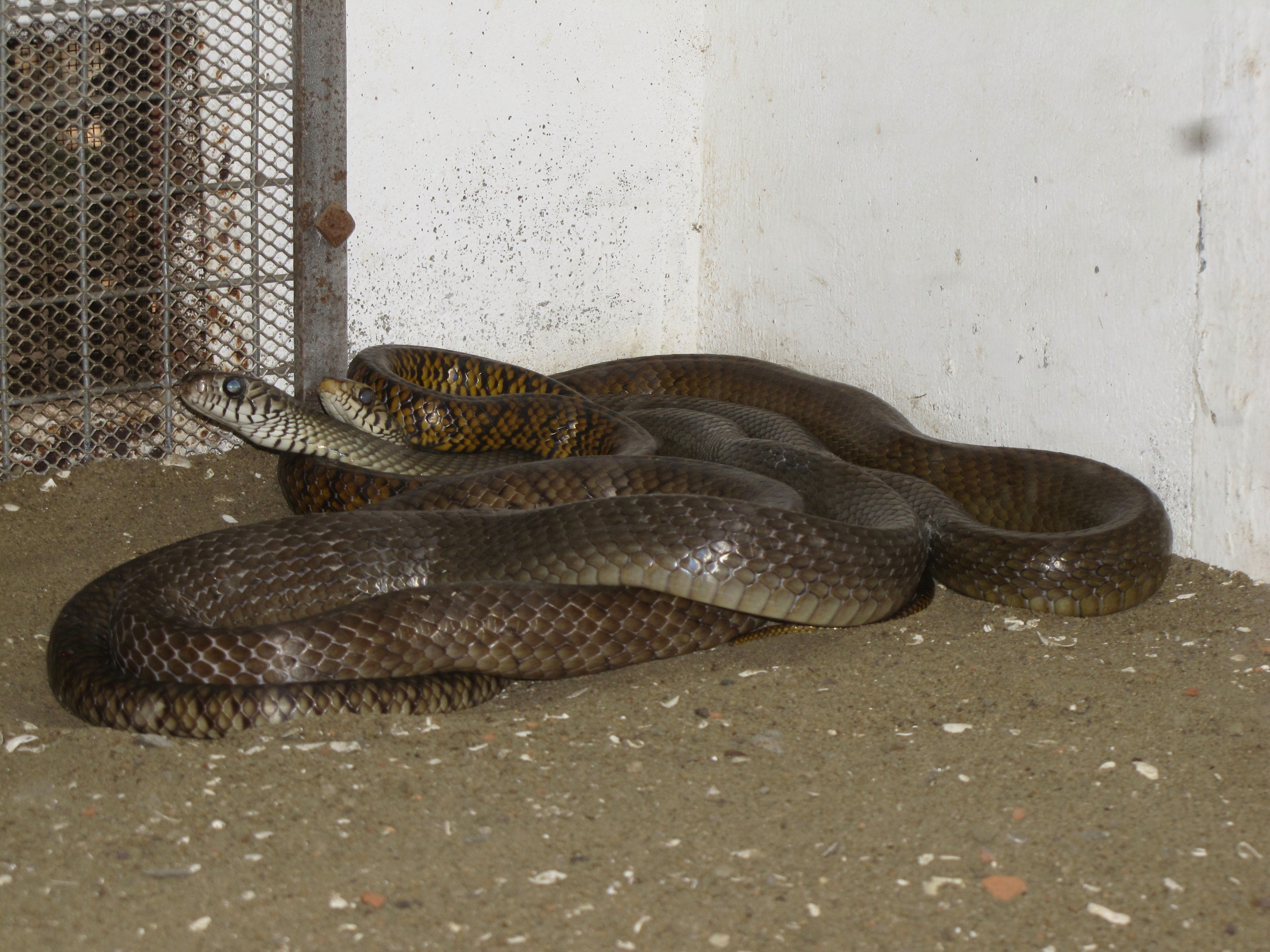